# Psilochalcis rufitarsis
Psilochalcis rufitarsis is een vliesvleugelig insect uit de familie bronswespen (Chalcididae). De wetenschappelijke naam is voor het eerst geldig gepubliceerd in 1807 door Illiger.